# Ми-42

## История
Работата по Ми-42 започва паралелно с работата по модела Ми-40. Новият хеликоптер е разработена на базата на Ми-40 по поръчка на Съветската армия, като е използвана системата NOTAR (No Tail Rotor). Проектът на новия модел е изпълнен по нови авангардни технологии.
В сравнително широката опашна част е монтиран вентилатор, който нагнетява въздух в канал, завършващ с двефлекторни сопла за управление на въздушния поток. По този начин се избягва необходимостта от рулев винт, който представлява опасност за десантчиците при стоарване на десанта.
Макетът на Ми-42 неколкократно е доработван и усъвършенстван до 1990 г. През същата година разработката на модела е спряна, поради финансофи затруднения. Върху модела са проведени само изследвания за съоръжаването му с агрегати от бойния хеликоптер Ми-28Н.